# الحصار (بكيل المير)

تعديل مصدري - تعديل

الحصار هي إحدى قرى عزلة العطن بمديرية بكيل المير التابعة لمحافظة حجة، بلغ تعداد سكانها 253 نسمة حسب تعداد اليمن لعام 2004.